# Трудовой контракт
Трудовой контракт — особая форма трудового договора, в котором:
- срок его действий;
- права;
- обязанности и ответственность сторон (в том числе материальная);
- условия материального обеспечения и организации труда работника;
- условия расторжения договора, в том числе досрочного;

могут устанавливаться соглашением сторон.
Контракт часто используют как синоним договор — письменное соглашение, по которому стороны, его заключили, имеют взаимные обязательства. Но сроки договора и контракта не всегда тождественны.
- Действие контракта всегда ограничено определенным сроком.
- Контракт всегда должен содержать, помимо основных, факультативные (дополнительные) обязательства сторон.

Преимущество контракта перед обычным трудовым договором в том, что контракт позволяет максимально индивидуализировать каждое конкретное соглашение о труде, наполнить ее специфическим содержанием. По замыслу законодателя контракт должен способствовать улучшению в договорном порядке правового статуса работника по сравнению с законодательством и коллективным договором. Хотя на практике чаще заключается с противоположной целью.

## Структура контракта
Типовая структура трудового контракта:
- общие положения, в которых предусматриваются общие обязанности сторон по вопросам организации труда и выполнения служебно-трудовых обязанностей;
- предмет контракта;
- компетенция, функции, права и обязанности сторон договора, срок его действия;
- условия формирования и организации деятельности подразделений предприятия (для руководителей);
- условия труда;
- ответственность сторон;
- порядок расторжения контракта;
- социально-бытовые и другие условия, необходимые для выполнения принятых сторонами обязательств, с учетом специфики производства и финансовых возможностей предприятия;
- другие условия контракта, учитывающие, например, характер выполняемой работы.

Предметом контракта может быть выполнение определенной работы для достижения конкретного результата, или выполнение в течение срока действия контракта определенных функций.
Стороны могут включать в контракт любые условия, не запрещенные законодательством. Однако условия контракта не должны ухудшать положение работника по сравнению с гарантиями, предусмотренными трудовым законодательством, соглашениями и коллективным договором.
Контракт может заключаться на конкретный срок, устанавливаемый по соглашению сторон, или на время выполнения определенной работы. После окончания срока действия контракта он может быть продлен, перезаключен на новый срок или расторгнут. При продолжении действия контракта его условия сохраняются на новый срок, а при перезаключении требуется согласование условий контракта.
Более подробно смотри Трудовой договор.